# Блейк Олдрідж
Блейк Олдрідж (англ. Blake Aldridge, 4 серпня 1982) — британський стрибун у воду.
Учасник Олімпійських Ігор 2008 року.